# آقطی آبی
آقطی آبی (نام علمی: Sambucus cerulea) نام یک گونه از سرده آقطی است.